# Notropis rafinesquei
 Notropis rafinesquei és una espècie de peix cipriniforme de la família dels ciprínids que es troba a Nord-amèrica: Mississipi (Estats Units).